# Allianz für die Wiederbefreiung Somalias
Die Allianz für die Wiederbefreiung Somalias (englisch Alliance for the Re-liberation of Somalia, italienisch Alleanza per la ri-liberazione della Somalia, Abkürzung ARS) ist eine im September 2007 in Eritrea gegründete Allianz von Gegnern der Übergangsregierung Somalias und insbesondere der militärischen Präsenz Äthiopiens in Somalia.
Die Allianz hat ein Zentralkomitee mit 191 Mitgliedern und ein 10-köpfiges Exekutivkomitee. 45 % der Sitze im Zentralkomitee sind von radikalen Islamisten besetzt, 25 % von ehemaligen Mitgliedern des somalischen Übergangsparlaments und die übrigen 30 % von weiteren Oppositionellen und Vertretern der Zivilgesellschaft.

## Geschichte
Äthiopische Truppen marschierten Ende 2006 in Somalia ein, um die bedrängte Übergangsregierung Somalias zu unterstützen und die Union islamischer Gerichte zu entmachten, und waren seither im Land präsent. Heftige Kämpfe zwischen den äthiopischen und Übergangsregierungstruppen und deren Gegnern trieben Hunderttausende zur Flucht aus Mogadischu. Das äthiopische Engagement war wegen der traditionell gespannten äthiopisch-somalischen Beziehungen (vgl. Ogaden) kontrovers, Teile der somalischen Bevölkerung betrachteten Äthiopien als Besatzungsmacht. Viele Führungspersönlichkeiten der Union islamischer Gerichte und weitere Kritiker und Gegner der Übergangsregierung gingen ins Exil nach Eritrea, das Äthiopien feindlich gesinnt ist.
Im September 2007 fand in Asmara, Eritrea der Somali Congress for Liberation and Reconstitution als „Gegenkonferenz“ zur Nationalen Versöhnungskonferenz in Mogadischu statt. Unter den über 300 Delegierten waren neben Angehörigen der Union islamischer Gerichte weitere Oppositionelle und ehemalige Mitglieder des Übergangsparlaments. Prominente Teilnehmer waren etwa Hassan Dahir Aweis, Sharif Hassan Sheikh Aden und Hussein Mohammed Farah. Ergebnis des Kongresses war die Gründung der Allianz für die Befreiung Somalias (Alliance for the Liberation of Somalia, ALS), die später in Allianz für die Wiederbefreiung Somalias umbenannt wurde.
Hauptziel der ARS war der sofortige Abzug Äthiopiens aus Somalia. Dieser sollte durch Verhandlungen oder mit militärischen Mitteln erreicht werden.
Im Juni 2008 schlossen gemäßigte Teile der ARS in Dschibuti ein Friedensabkommen mit der Übergangsregierung, dem zufolge ein Waffenstillstand für 90 Tage gelten soll und die äthiopischen Truppen abziehen sollen, sobald sie von UN-Truppen in ausreichender Zahl ersetzt sind. Die als radikal islamistisch geltende Gruppierung al-Shabaab (die sich nie der ARS angeschlossen hatte) intensivierte ihre Kämpfe gegen die Übergangsregierung daraufhin eher noch, und radikale Teile der ARS lehnten das Abkommen ab. In der Folge kam es zu Spannungen zwischen dem radikalen „Asmara-Flügel“ unter Hassan Dahir Aweis und dem gemäßigten „Dschibuti-Flügel“ unter Sharif Sheikh Ahmed innerhalb der ARS. Der „Dschibuti-Flügel“ setzte die Verhandlungen fort und erreichte eine Einigung über eine Machtteilung und den Abzug der äthiopischen Truppen, der Anfang 2009 umgesetzt wurde. Nach dem Rücktritt von Präsident Abdullahi Yusuf Ahmed wurde Sharif Sheikh Ahmed am 31. Januar 2009 zum neuen Präsidenten gewählt.